# 아내들의 극장
아내들의 극장(일본어: 妻たちの劇場)은 후지 TV 계열 제작으로 매주 월~ 금요일 오전 9:55 ~ 10:25에 방송된 텔레비전 드라마 시간대이다.

## 작품 목록
《업친 시어머니》
《사랑·불꽃처럼》
《살아가는 나》
《붉은 살의》
《사랑·생명있는 한》
《대가족 시대》
《업친 시어머니 2》
《옛날처럼》
《마마들의 수험 전쟁》
《이야기 집 안주인 번성기》
《가족 맞춤》
《흰 셔츠의 여자》
《천상의 파랑》
《밝은 가정을 만드는 방법》
《한여름의 사변》
《모습 호텔》
《업친 시어머니 3》
《플라워 프린세스》
《당신이 만나고 싶어서》
《가족 맞춤 2》
《남자 건 이런 것》
《스캔들》
《모래 위의 집》
《안개의 저편》
《파파와 부를 수없는거야!》